# ASKY 항공
ASKY 항공(영어: ASKY Airlines)은 토고의 항공사로 주로 아프리카 대륙에 취항하고 있다. 로메 토코인 공항이 허브 공항으로 2008년에 설립되어 에티오피아 항공이 40% 지분을 보유하고 있다.

## 보유 기종
- 2019년 9월 기준으로 ASKY 항공은 다음과 같은 기종을 보유하고 있다.